# جئون گا ایول
جئون گا ایول (انگلیسی: Jeon Ga-eul؛ زادهٔ ۱۴ سپتامبر ۱۹۸۸) بازیکن فوتبال اهل کره جنوبی است.
از باشگاه‌هایی که در آن بازی کرده‌است می‌توان به وسترن نیویورک فلش اشاره کرد.
وی همچنین در تیم‌های ملی فوتبال South Korea women's national under-17 football team, South Korea women's national under-20 football team، و زنان کره جنوبی بازی کرده‌است.
وی در مسابقات کشوری و بین‌المللی در مجموع برندهٔ ۱ مدال طلا، ۳ مدال برنز شده‌است.